# Anthidiellum cyreniacum
Anthidiellum cyreniacum är en biart som först beskrevs av Giovanni Gribodo 1925.
Anthidiellum cyreniacum ingår i släktet Anthidiellum och familjen buksamlarbin. Inga underarter finns listade i Catalogue of Life.